# 佐川吉男音楽賞
佐川吉男音楽賞 (さがわよしおおんがくしょう) は、佐川吉男音楽賞実行委員会と公益財団法人三菱UFJ信託芸術文化財団が、共催で実施している音楽の賞。運営は佐川吉男音楽賞実行委員会があたり、事務局は公益財団法人三菱UFJ信託芸術文化財団内におかれている。

## 概要
佐川吉男音楽賞は、音楽評論家の佐川吉男 (1926-2000) の業績を讃えるとともに、佐川が専門としたオペラ分野、チェコおよびスロヴァキア関係の音楽活動を振興することを目的に、佐川悦子夫人により2003年に創設された。前年4月から当該年3月までの間に行われた公演のうち、(1) 中小オペラ団体が主催する公演で、特に優れた成果をあげたもの、(2) その他、選考委員が賞に値するとみとめたもの、に対して授与される。賞には「音楽賞」と「奨励賞」の2種類があり、賞金は音楽賞が100万円、奨励賞が50万円。
なお佐川悦子夫人は2015年に亡くなり、以降の運営は遺志を継いだ佐川吉男音楽賞実行委員会が当たっている。また事務局は2015年度より公益財団法人三菱UFJ信託芸術文化財団が担当している。因みに本音楽賞は同財団の顕彰事業であり、同財団が実施している音楽関係の助成事業とは別である

## 歴代受賞者 (音楽賞)
音楽賞および奨励賞の歴代受賞者は次の通り。
- 第1回 (2002年度)【国立オペラ・カンパニー青いサカナ団】神田慶一 : 「僕は夢を見た、こんな満開の桜の樹の下で」
- 第2回 (2003年度)【堺シティオペラ】プッチー二 : 「三部作」
- 第3回 (2004年度)【財団法人読売日本交響楽団】ヤナーチェク : 歌劇「運命」演奏会形式
- 第4回 (2005年度)【財団法人愛知県文化振興事業団】新実徳英 : シンフォニック・オペラ「白鳥」
- 第5回 (2006年度)【財団法人ニッセイ文化振興財団】ヤナーチェク : オペラ「利口な女狐の物語」
- 第6回 (2007年度)【財団法人北区文化振興財団】モンテヴェルディ : オペラ「オルフェーオ」
- 第7回 (2008年度)【長崎県オペラ協会】プッチー二 : オペラ「蝶々夫人」
- 第8回 (2009年度)【ニュー・オペラシアター神戸】プッチー二 : オペラ「蝶々夫人」
- 第9回 (2010年度)【愛媛オペラ2010実行委員会】プッチー二 : オペラ「ラ・ボエーム」
- 第10回 (2011年度)【まつもと市民オペラ】モーツァルト : オペラ「魔笛」
- 第11回 (2012年度)【地域振興芸術委員会】加藤昌則 : オペラ「白虎」
- 第12回 (2013年度)【関西二期会】モーツァルト : オペラ「魔笛」
- 第13回 (2014年度)【堺シティオペラ】青島広志 : オペラ「黄金の国」
- 第14回 (2015年度)【古楽アンサンブルアントネッロ】カッチーニ : オペラ「エウリディーチェ」
- 第15回 (2016年度)【いずみホール】いずみホール・オペラ2016 モーツァルト : 歌劇「ドン・ジョヴァンニ」
- 第16回 (2017年度)【まつもと市民オペラ】團伊玖磨 : オペラ「ちゃんちき」
- 第17回 (2018年度)【芥川也寸志メモリアル　オーケストラ・ニッポニカ】間宮芳生 : オペラ「ニホンザル・スキトオリメ」
- 第18回 (2019年度)【針生康】ジョージ・ベンジャミン : オペラ「リトゥン・オン・スキン」[5][6]
- 第19回 (2020年度)【バッハ・コレギウム・ジャパン】ヘンデル : オペラ「リナルド」[4][7]

## 歴代受賞者 (奨励賞)
- 第1回 (2002年度)【新潟ニューセンチュリーオペラ・プロジェクト実行委員会】池辺晋一郎 : 「てかがみ」
- 第2回 (2003年度)【該当なし】
- 第3回 (2004年度)【鹿児島オペラ協会】伊藤康英 : オペラ「ミスター・シンデレラ」
- 第4回 (2005年度)【名古屋二期会】中田直宏 : オペラ「なよ竹の輝夜」
- 第5回 (2006年度)【オペラ彩】プッチー二 : オペラ「トゥーランドット」
- 第6回 (2007年度)【群馬オペラ協会】團伊玖磨 : オペラ「夕鶴」
- 第7回 (2008年度)【財団法人川西市文化財団】ヴェルディ : オペラ「椿姫」
- 第8回 (2009年度)【三河市民オペラ制作委員会】ビゼー : オペラ「カルメン」
- 第9回 (2010年度)【仙台オペラ協会】岡崎光治 : オペラ「鳴砂」
- 第10回 (2011年度)【シアターＸカイ】モーツァルト : オペラ「あえて、小さな『魔笛』」
- 第11回 (2012年度)【四国二期会】チマローザ : オペラ「秘密の結婚」
- 第12回 (2013年度)【立川市民オペラの会】ヴェルディ : オペラ「アイーダ」
- 第13回 (2014年度)【東京オペレッタ劇場】カールマーン : オペラ「伯爵令嬢マリツァ」
- 第14回 (2015年度)【モルゴーア・クァルテット】第42回定期演奏会
- 第15回 (2016年度)【京都フィルハーモニー室内合奏団】第203回定期公演「三陸のうた祈り」
- 第16回 (2017年度)【国立音楽大学】「ブーレーズとのレスポンリウム」
- 第17回 (2018年度)【宮崎県オペラ協会】佐橋俊彦 : オペラ「赤毛のアン」
- 第18回（2019年度)【ひろしまオペラ・音楽推進委員会】細川俊夫：オペラ「松風」[8]
- 第19回（2020年度)【北海道二期会】プッチーニ：オペラ「蝶々夫人」[1]第20回（2021年度）【まつもと市民オペラ】信長貴富：オペラ「山と海猫」[9]